# Летње олимпијске игре 1896.
Летње олимпијске игре 1896 биле су међународно мулти-спортско такмичење које се одржавало у Атини у Грчкој, од 6. априла до 15. априла 1896. године. Биле су то прве Олимпијске игре модерног доба. Античка Грчка била је постојбина Олимпијских игара, па је Атина била одговарајући избор почетка модерних Олимпијских игара.
Упркос бројним препрекама организација Игара 1896. била је велики успех. Игре су биле највеће међународно такмичење одржано до тада. Игре су одржане на Панатинаико стадиону, првом великом стадиону у савременом свету, са могућности да прими највеће број гледалаца који су посматрали неку спортску приредбу. Врхунац Игара за Грке била је маратонска победа њихових сународника Спиридона Луиса. Најуспешнија је био немачки такмичар рвач и гимнастичар Карл Шуман, који је освојио четири златне медаље.
Краљ Србије Александар Обреновић је био једини страни шеф државе који је званично посетио ове игре.

## Обнова игара
Током 19. века, неколико мањих спортских фестивала широм Европе названо је по античким олимпијским играма. Олимпијске игре 1870. на стадиону Панатенаик, који је за ту прилику био реновиран, имало је 30.000 гледалаца.:43-44 : 43–44  Пјер де Кубертен, француски педагог и историчар, усвојио је идеју Вилијема Пенија Брукса о оснивању мултинационалног и догађаја који ће укључивати више игара — древне игре су дозвољавале учешће само мушким спортистима грчког порекла. Године 1890, Кубертен је написао чланак у La Revue Athlétique, који је заступао важност Муч Венлока, руралног тржишног града у енглеском округу Шропшир. Овде је у октобру 1850. године лекар Вилијам Пени Брукс основао Олимпијске игре Венлок, фестивал спорта и рекреације који је укључивао атлетику и тимске спортове, као што су крикет, фудбал и квотови. Кубертен је такође узео инспирацију из античких грчких игара које је под називом Олимпијске игре организовао бизнисмен и филантроп Евангелис Запас 1859, 1870. и 1875. Игре у Атини 1896. финансиране су из заоставштине Евангелиса Запаса и његовог рођака Константиноса Запаса и Џорџа Аверофа од кога је грчка влада, преко престолонаследника Константина I, посебно захтевала да спонзорише другу реконструкцију стадиона Панатинаико. Грчка влада је то урадила упркос томе што је Евангелис Запас четрдесет година раније већ у потпуности финансирао трошкове реновирања стадиона од мермера.: 14 
С дубоким осећањем према учтивој молби барона де Кубертена, шаљем њему и члановима Конгреса, уз моју искрену захвалност, најбоље жеље за обнову Олимпијских игара.— Ђорђе I Грчки (21. јун 1894).:102
Кубертен је 18. јуна 1894. организовао конгрес на Сорбони у Паризу да би представио своје планове представницима спортских друштава из 11 земаља. Након што је његов предлог прихваћен на конгресу, требало је изабрати датум за прве модерне Олимпијске игре. Кубертен је предложио да се Игре одрже упоредо са Светскоом изложбом у Паризу 1900. године. Забринути да би шестогодишњи период чекања могао да умањи интересовање јавности, чланови конгреса су уместо тога одлучили да одрже прве Игре 1896. Након завршетка утврђивања датума, чланови конгреса су прешли на избор града домаћина. Остаје мистерија како је Атина коначно изабрана за домаћина инаугурационих Игара. У наредним годинама, и Кубертен и Деметриос Викелас ће представити да је процес селекције тека у супротности од догађаја који су садржани у званичним записницима конгреса. Већина извештаја тврди да је неколико конгресмена прво предложило Лондон као локацију, али Кубертен се није сложио. Након кратке расправе са Викеласом, који је представљао Грчку, Кубертен је предложио Атину. Викелас је озваничио предлог Атине 23. јуна, а пошто је Грчка била првобитна локација где су се одигравале Олимпијске игре, конгрес је једногласно одобрио одлуку. Викелас је тада изабран за првог председника новооснованог Међународног олимпијског комитета (МОК).:100–105: 100–105 

## Избор домаћина Летњих олимпијских игара
На Париском универзитету Сорбони одржан је оснивачки конгрес Међународног олимпијског комитета, МОКа од 16. јуна до 23. јуна 1894. године на предлог барона Пјер де Кубертена. По оснивању МОК-а одлучено је да се Прве модерне Олимпијске игре одрже у њиховој прадомовини Грчкој где су рођене пре 2762. године. Одређено је и да то буде у Атини. Због тога је част да буде изабран за првог председника МОК-а добио Грк Деметриос Викелас.

## Организација
Вест да ће се Олимпијске игре вратити у Грчку наишла је на добар пријем у грчкој јавности, медијима и краљевској породици . Према Кубертену, „престолонаследник Константин је са великим задовољством сазнао да ће Игре бити поново покренете у Атини“. Кубертен је даље потврдио да ће „краљ и престолонаследник дати своје покровитељство над одржавањем ових игара“. Константин је касније дао више од тога; жељно је преузео место председника организационог одбора 1896. године.:108 : 108 
Међутим, земља је имала финансијских проблема и била је у  сред политичких превирања. Посао премијера се често смењивао између Харилаоса Трикуписа и Теодороса Делигијаниса током последњих година 19. века. Због ове финансијске и политичке нестабилности, и премијер Трикупис и Стефанос Драгоумис, председник Олимпијског комитета, који је покушао да организује серију националних олимпијада, веровали су да Грчка не може бити домаћин догађаја.:111–118 : 111–118  Крајем 1894. организациони комитет под вођством Стефаноса Скулудиса представио је извештај да ће трошкови Игара бити три пута већи него што је Кубертен првобитно проценињавао. Они су закључили да Игре не могу да се одрже и понудили су оставке. Укупна цена Игара била је 3.740.000 златних драхми.
Жене нису имале право да се такмиче на Летњим олимпијским играма 1896. јер је де Кубертен сматрао да би њихово укључивање било „непрактично, неинтересантно, неестетично и некоректно”.

## Отварање игара
Прве Олимпијске игре модерног доба свечано су отворене 5. априла 1896, у присуству грчког Краља Ђорђа I и 60.000 гледалаца. Уз олимпијску химну (грчког композитора Спиридона Самариса) коју је интонирао вокални хор састављен од 100 певача, подигнуте су заставе земаља-учесница.

## I Летње олимпијске игре — Атина 1896.
Прве Летње олимпијске игре модерног доба привукле су спортисте из 14 земаља са најбројнијим делегацијама из Грчке, Немачке, Француске и Велике Британије. То је било највеће међународно спортско такмичење икад одржано (не треба заборавити да су се на античким Олимпијским играма такмичили само Грци.)
Американац Џејмс Брендан Коноли постао је први олимпијски победник након више од 2.300 година. Победио је у троскоку, освојио друго место у скоку увис и треће место у скоку удаљ. Победници су се тада награђивали медаљом направљеном од сребра, који је израдио чувени француски гравер Шаплен, маслиновим венцем и дипломом коју је оцртао један грчки уметник. Прва три такмичара пела су са на победничко постоље, где им је победничке симболе уручивао председник МОК или његов представник.
Немац Карл Шуман изборио се за пет финала у три различита спорта и са четири освојена прва места постао најуспешнији такмичар Првих олимпијских игара. Атињани су игре прихватили са великим ентузијазмом, а њихов сународник Спиридон Луис их је наградио победом у најпопуларнијој дисциплини - маратону.

## Спортови
1. Гимнастика 8 дисциплина
2. Атлетика 12 дисциплина
3. Бициклизам 6 дисциплина
4. Пливање 4 дисциплине
5. Дизање тегова 2 дисциплине
6. Мачевање 3 дисциплине
7. Стрељаштво 5 дисциплина
8. Тенис 2 дисциплине
9. Рвање 1 дисциплина

У програму игара била су предвиђена још два спорта али се такмичења нису одржала:
- Веслање - одложено због јаког ветра
- Једрење - одложено због недостатка одговарајућег броја једрилица, јер стране посаде нису биле у могућности транспортовати своје једрилице.

## Програм такмичења на Летњим олимпијским играма 1896.
| ● | Церемонија отварања | ● | Предтакмичење | ● | Финале | ● | Церемонија затварања |

| Април         | 6 | 7 | 8 | 9 | 10 | 11 | 12 | 13 | 14 | 15 |
| ------------- | - | - | - | - | -- | -- | -- | -- | -- | -- |
| Церемоније    | ● |   |   |   |    |    |    |    |    | ●  |
| Атлетика      | ● | ● |   | ● | ●  |    |    |    |    |    |
| Бициклизам    |   |   | ● |   |    | ●  | ●  | ●  |    |    |
| Мачевање      |   | ● |   | ● |    |    |    |    |    |    |
| Гимнастика    |   |   |   | ● | ●  |    |    |    |    |    |
| Стрељаштво    |   |   | ● | ● | ●  | ●  | ●  |    |    |    |
| Пливање       |   |   |   |   |    | ●  |    |    |    |    |
| Тенис         |   |   | ● | ● |    | ●  |    |    |    |    |
| Дизање тегова |   | ● |   |   |    |    |    |    |    |    |
| Рвање         |   |   |   |   | ●  | ●  |    |    |    |    |
| Април         | 6 | 7 | 8 | 9 | 10 | 11 | 12 | 13 | 14 | 15 |

## Државе учеснице
У то време појам државних репрезентација се подразумева битно другачије него данас. Спортисти су већином или заступали сами себе или своје клубове, док је податак о националној репрезентацији навођен само споредно. Број учесника је био 14, а према пријавама се може констатовати да су наступили спортисти следећих држава:
1. Аустралија - Иако је Аустралија тада спадала под Велику Британију, резултати такмичара Едвин Теди Флека се ипак приписују Аустралији.
2. Аустрија - Аустрија је тада била саставни део Аустроугарске монархије, па ипак се резултати аустријских спортиста на овим Играма често приказују одвојено.
3. Бугарска - Гимнастичар Шарл Шампо се такмичио као Бугарски представник, иако се ради о Швајцарцу који је само живио у Бугарској. Неки извори сврставају Шампоа у репрезентацију Швајцарске.
4. Чиле - Олимпијски комитет Чилеа наводи да је Чилеанац Luis Subercaseaux наступао на тркама на 100, 400 и 800 метара. У службеним извештајима не постоји доказ за то.
5. Данска
6. Француска
7. Немачка
8. Уједињено Краљевство
9. Грчка - Резултати Грчке укључују и резултате Кипарских такмичара, као и оних из Смирне. Такође, није јасан статус Египћанина Дионисиос Касдаглиса, који се некад помиње као представник Грчке, а некад као представника Египта.
10. Мађарска - слично као и код Аустрије, упркос чињеници да се радило о представницима Аустроугарске резултати Мађара се воде одвојено. Забележено је да су у саставу Мађарске наступали и такмичари из данашње АП Војводине, Момчило Тапавица (тенис, рвање, дизање тегова).
11. Италија
12. Шведска
13. Швајцарска
14. САД Белгија и Русија су имале пријављене такмичаре, али су касније повукли пријаве. Око наступа чилеанског представника постоје нејасноће. Такође се често помиње и Италија, иако је њихов познати такмичар Карло Аиролди због оптужби за професионализам искључен са Игара, помиње се и такмичар у стрељаштву пријављен под именом Ривабела за Италију, који се према извештајима заиста такмичио.

## Такмичење
На конгресу МОКа 1894. у Сорбони, предложен је велики списак спортова за програм на Игара у Атини. Прва службена најава у вези са спортским такмичењима која ће се одржати имала је и спортове као што су фудбал и крикет, али се ти планови нису обистинили и они нису ушли у коначан списак спортова у програму Игара. Веслање и једрење су били на програму, али су морали бити отказани због јаког ветра на планирани дан такмичења..

### Атлетика
Сва атлетски такмичења су одржана у Панатинаикон стадиону. Атлетика је био спорт који је имао највише учесника. У 12 дисциплина учествовала су 63 такмичара из 9 земаља. Најуспешнији су били такмичари из САД који су победили у 9 дисциплина.
На древним играма, трчање није било на кружној стази неко равно. Приликом реконструкције стадион није проширен, тако да је добијена кружна стаза имала врло оштре кривине, што је смањивало брзину. Осим тога, стаза је била превише мекана. У дисциплинама трчања на дуже стазе трчало се у контра смеру од данашњих такмичења и тркачи су улазили у кривине удесно, уместо улево како се трчи данас.
Спортска такмичења је отворила атлетика, а амерички троскокаш Џејмс Брендан Коноли је први спортиста који је освојио прву златну медаљу у историји обновљених Олимпијских игара.
Дисциплина која је највише побудила интересовање и за коју су Грци били највише заинтересована одржана је први пут у међународној конкуренцији. Победио је Грк Спиридон Луис, непознати водоноша и постао једини Грчки атлетски првак и национални јунак. У класичним грчким дисциплинама грчи атлетичар је у обе био други иза Американца Роберта Гарета.
Најбржи такмичар у дисциплинама трка на 100 м и 400 м био је Том Берк из САД. Интересантно је то што је он једини тркач који је стартовао ниским стартом (једно колено му додирује земљу) који је изазвао велико интересовање такмичара (који су се га у почетку посматрали са подсмехом) јер такав старт није био познат у Европи. Старт је збунио и судије, који су га после договора пустили да тако стартује.

### Бициклизам
Такмичење у бициклизму у одржавало се по правилима Међународне бициклистичке асоцијације која су коришћена на ранијим такмичења у бициклизму у организацији Пододбора МОКа у шест бициклистичких дисциплина. Бициклистичких стаза на којој су одржана такмичења налазила се на новоизграђеном Neo Phaliron Velodrome. Једина друмска трка одржана је на релацији Атина и Маратон и назад у дужини од 87 км.
У бициклистичким такмичењима најбољи је био француски мотоциклиста Пол Масон који је освојио три прва места: 333,3 м са стојећим стартом, 2.000 м и 10.000 м. Аустријски мачевалац Адолф Шмал освојио је 12-часовну трку, коју су завршила само двојица бициклиста, а друмску трку освојио је Аристидис Константинидис.

### Мачевање
Такмичења у мачевању одржавала су се у Зепиону који је својим новцем саградио Евангелос Запас и дао га оживљавање древних олимпијских игара и који није видео пре него су у њему одржана олимпијска такмичења. За разлику од других спортова (у којима је дозвољено да на Олимпијским играма учествују само аматери), овде је дозвољено да се ван служеног програма одржи и такмичење и флорету за професионалне тренере.
Такмичење је одржано у три дисциплине флорет и сабља за аматере и флорет за професионалне тренере. Такмичење у флорету освојио је Француз, Ежен Анри Гравелот, који је победио свог земљака, Анри Калоа.. Друге две дисциплине сабља и флорет за професионалце, освојили су грчки такмичари. Леонидас Пиргос је био први грчки спортиста који је постао олимпијски победник на модерним олимпијским играма.

### Гимнастика
Гимнастичка такмичења су одржана на Панатинаико стадиону. Немачки тим, од 11 чланова, је освојио пет од осам дисциплина укључујући и обе екипне дисциплине. У дисциплини вратило за екипе, Немци нису имали противника. Три немачке медаље у појединачним дисциплинама освојили су: Херман Вајнгертнер је победио на вратилу, Алфред Флатов на разбоју и Карл Шуман, који се успешно такмичио и у рвању, је освојио злато у прескоку. Швајцарац Луис Цутер освојио је злато у дисциплини коњ са хватаљкама, док су Грци Јоанис Митропулос и Николаос Андријакопулос победили на
круговима и пењању уз конопац.

### Стрељаштво
Такмичење у стрељаштву одржано је у предграђу Атине Калитеи у пет дисциплина, од којих су две биле гађање пушком, а три пиштољем. У дисциплиннама са пушком најбољи су били Грци, а у гађању пиштољем најбољи су била два брата Џон и Самнер Пејн који су ушли у историју Олимпијских игара као прва два брата који су освојили златне медаље, а у дисциплини пиштољ слободног избора освојили први и друго место..
Браћа нису учествовала у дисциплини пиштољ брза паљба јер ми судија није дозволио наступ пошто њихово оружје није било прописаног калибра. У њиховом одсуству победио је Грк Јоанис Франгудис. После ове дисциплине истог дана је одржано гађање пушком слободног избора, али није завршено због мрака, па је довршено следећег јутра, када је победио Грк Јоргос Орфанидис.

### Пливање
У пливању на Олимпијским играма у Атини одржана су на отвореном мору, јер су организатори одбили да троше новац неопходан за специјално конструисање базена. Такмичења је у заливу Зеа у Пиреју посматрало је преко 20.000 гледалаца. Старт и циљ је означавао конопац везан за два пловка. Време је било неповољно - нестабилно и хладна вода са око 13 °C вода. Званично су постојале три дисциплине 100 метара слободно, 500 метара слободно и 1200 метара слободно као и дисциплина 100 метара за грчке поморце, које није било на званичном програму. Сва такмичења су одржана у истим дану.
Алгреда Хајоша из Мађарске такмичење у истом дану га је спречило да учествује у све три дисциплине, које су се одвијале брзо једна за другом, па је било немогуће учествовати у свима, како би се на одговарајући начин одморио, па је учествовао само у првој и трећој. У обе дисциплине 100 и 1.200 метара слободно је победио. Хајош је тако постао први такмичар у историји олимпијских игара који је победио у две дисциплине и освојио две златне медаље. На 500 метара слободно победио је аустријски пливач Паул Нојман, који је победио све противнике за више од 1,5 минута.

### Тенис
Иако је тенис крајем 19. века био развијен спорт, нико од најбољих тенисера из тог времена није дошао у Атину. Такмичење је одржано у предграђу Атине на теренима Атинског тенис клуба. Такмичило се у две дисциплине: појединачно и у игри парова. Победник Џон Пајус Боланд дошао је у Атину да посети свог колегу са Оксфорда, секретара Олимпијског комитета, који га је наговорио да се такмичи. У првом колу турнира у појединачној конкуренцији Боланд је победио Немца Фридриха Трауна са којим се спријатељио, па су одлучили да се пријаве за игру у пару и победили су. Тако је Боланд освојио прва места у обе конкуренције.

### Дизање тегова
Дизање тегова био је 1896. млад спорт који одржавао по правилима која су се разликовала од оних која се примењују данас. Такмичења су одржана на отвореном, без икаквих ограничења тежине и одвијало се у две дисциплине једноручно и дворучно дизање тегова. Двојица такмичара Шкот и Данац Виго Јенсен подели су медаље иу обе конкуренције. У дизању тегова са обе руке такмичари су имали исти резултат, а оцењивачки суд на чијем је челу био Принц Ђорђе је одлучио да је Јенсен имао бољи стил. Представници Велике Британије су поднели жалбу, али је раније донета одлука остала на снази и првак је Јенсен.
Елиот је убедљиво реванширао у другој дисциплини у једноручном дизању тегова, која је одржана непосредно после прве. Јенсен је био лакше повређен приликом првог такмичења што је Елиоту омогућило лаку победу подигавши 14 килограма више од Јенсена.

### Рвање
Такмичење у рвању одржано је на Панатинаико стадиону, икаквих ограничења у тежини учесника. Правила по којем су се одвијало такмичење је најближе данашњем грчко-римском рвању које није до краја дефинисано јер је у елементима борбе било и захвата из слободног рвања. Временског ограничења борба није било.
Осим два Грка сви остали учесници су се се такмичили и у другим спортовима. У финалу су се састали олимпијски победници Лонстон Елиот освајач злата у дизању тегова једном руком и гимнастичар Карл Шуман у пењању уз конопац. Финална борба је трајала 40 минута и због мрака је била прекинута, да би се наставила следећи дан и трајала још 15 минута када је Шуман попустио.

## Затварање игара
Ујутро у недељу 12. априла, грчки краљ Ђорђе I је организовао банкет за званичнике и спортисте (иако нека такмичења још нису биле одржане). Током говора, он је изнео значај да Олимпијске игре треба трајно одржавати у Атини. Службена свечаност затварања одржана је следеће среде, пошто је у уторак одгођена због кише. Опет је краљевска породица присуствовала церемонији, која је отворена националном химном Грчке и одом древној Грчкој, спортисте Џорџ Робертсона из Уједињеног Краљевства.
Након тога, краљ је доделио награде за победнике. За разлику од данас, победник је добијао венац од гранчица дивље маслине из Олимпије, диплому коју је оцртао један грчки уметник и сребрну медаљу коју је израдио француски гравер Шаплен. Спортисти који су се пласирали на друго место добијали су бакарне медаље, ловорову гранчициу и диплому. Трећепласирани нису добијали медаље. Неки такмичари су примили и додатне награде. Спыридон Лоуис, је примио пехар Мишела Брела, пријатеља Кубертена, који је урађен за маратонског победника. Луис тада предводио победнике на почасни круг око стадиона, а на Олимпијску химну још једном. Краљ је званично објавио да је прва Олимпијада завршена и напустио стадион, док је оркестар свирао грчке националне песме.
Као и грчки краљ, многи други су подржали идеју одржавања следећих игара у Атини, пишући писмо подршке краљевој жељи. Кубертен, међутим, је био против ове идеје, због раније предвиђене међународне ротације, једне од карактеристика модерних Олимпијских игара. Према његовој жељи, следећи игре одржане су у Паризу, у току трајања Светске изложбе.

## Биланс медаља
Данас је уобичајено да се праве прегледи освојених медаља по појединим нацијама, што 1896. године није био случај. Ипак, касније су направљени такви прегледи да би се могли упоредити са резултатима на каснијим Играма. Те прегледе треба узимати с резервом, из више разлога:
- Тада се нису уопште додељиване златне медаље, а трећепласирани такмичар није добијао никакву награду (медаљу)
- Попис земаља учесница је такође проблематичан, јер су такмичари пре свега заступали себе и евентуално свој клуб. Такође, неке државе тада нису ни постојале као засебне државе, пример Аустралија је била под Великом Британијом, Мађарска и Аустрија део заједничке монархије, итд.

Десет од 14 држава учесница су освајале медаље, осим што су три медаље освојиле мешовите екипе, односно екипе које су се састојале од спортиста из више земаља. САД је освојио највише златних медаља (11), док је домаћин Грчка освојила највише медаља укупно (46), као и највише сребрних (17) и бронзаних (19) медаља, са једном златном мање од САД. МОК је ретроактивно додељивао златне, сребрне и бронзане медаље за тројицу најбољих спортиста да би се све слагало са каснијим играма.
Ипак, доњи преглед је најчешћи у приказима освојених медаља, али за који МОК не гарантује његову потпуну тачност:
| Место | Држава                                       |    |    |    |     |
| 1     | САД                                          | 11 | 7  | 2  | 20  |
| 2     | Грчка                                        | 10 | 17 | 19 | 46  |
| 3     | Немачка                                      | 6  | 5  | 2  | 13  |
| 4     | Француска                                    | 5  | 4  | 2  | 11  |
| 5     | Уједињено Краљевство                         | 2  | 3  | 2  | 7   |
| 6     | Мађарска                                     | 2  | 1  | 3  | 6   |
| 7     | Аустрија                                     | 2  | 1  | 2  | 5   |
| 8     | Аустралија                                   | 2  | 0  | 0  | 2   |
| 9     | Данска                                       | 1  | 2  | 3  | 6   |
| 10    | Швајцарска                                   | 1  | 2  | 0  | 3   |
| 11    | Мешовити тим Немачка/Ирска                   | 1  | 0  | 0  | 1   |
| 12    | Мешовити тим Египат/Грчка                    | 0  | 1  | 0  | 1   |
| 13    | Мешовити тим Аустралија/Уједињено Краљевство | 0  | 0  | 1  | 1   |
|       |                                              | 43 | 44 | 34 | 121 |

Године 1896. нису постојали државне репрезентације у данашњем облику, па су зато биле могуће мешовите екипе састављене од спортиста из више држава.

### Медаље по спортовима
| Држава                                       | АТ | БИЦ | ГИМ | Рва. | ПЛ | МАЧ | ДТ | ТЕН | СТ |
| САД                                          | 17 | -   | -   | -    | -  | -   | -  | -   | 3  |
| Грчка                                        | 10 | 4   | 6   | 2    | 7  | 4   | 2  | 1   | 9  |
| Немачка                                      | 1  | 1   | 10  | 1    | -  | -   | -  | -   | -  |
| Француска                                    | 2  | 6   | -   | -    | -  | 3   | -  | -   | -  |
| Уједињено Краљевство                         | 2  | 2   | -   | -    | -  | -   | 2  | 1   | -  |
| Мађарска                                     | 3  | -   | -   | -    | 2  | -   | -  | 1   | -  |
| Аустрија                                     | -  | 3   | -   | -    | 2  | -   | -  | -   | -  |
| Аустралија                                   | 2  | -   | -   | -    | -  | -   | -  | -   | -  |
| Данска                                       | -  | -   | -   | -    | -  | 1   | 2  | -   | 3  |
| Швајцарска                                   | -  | -   | 3   | -    | -  | -   | -  | -   | -  |
| Мешовити тим Немачка/Ирска                   | -  | -   | -   | -    | -  | -   | -  | 1   | -  |
| Мешовити тим Египат/Грчка                    | -  | -   | -   | -    | -  | -   | -  | 1   | -  |
| Мешовити тим Аустралија/Уједињено Краљевство | -  | -   | -   | -    | -  | -   | -  | 1   | -  |

| Најуспешнији учесници | Најуспешнији учесници | Најуспешнији учесници | Најуспешнији учесници          | Најуспешнији учесници | Најуспешнији учесници | Најуспешнији учесници | Најуспешнији учесници |
| Плас.                 | Спортиста             | Држава                | Спортови                       | 1. Место              | 2. Место              | 3. Место              | Укупно                |
| --------------------- | --------------------- | --------------------- | ------------------------------ | --------------------- | --------------------- | --------------------- | --------------------- |
| 1                     | Карл Шуман            | Немачка               | Дизање тегова Рвање Гимнастика | 4                     | 0                     | 1                     | 5                     |
| 2                     | Херман Вајнгертнер    | Немачка               | Гимнастика                     | 3                     | 2                     | 2                     | 7                     |
| 3                     | Алфред Флатов         | Немачка               | Гимнастика                     | 3                     | 1                     | 0                     | 4                     |
| 4                     | Пол Масон             | Француска             | Бициклизам                     | 3                     | 0                     | 0                     | 3                     |
| 5                     | Роберт Гарет          | САД                   | Атлетика                       | 2                     | 2                     | 0                     | 4                     |
| 6                     | Фриц Хофман           | Немачка               | Атлетика Гимнастика            | 2                     | 1                     | 1                     | 4                     |

Најмлађи учесник Олимпијских игара био је 10-годишњи грчки гимнастичар Димитриос Лундрас. Најстарији је био амерички стрелац Чарлс Валдштајн са 40 година. Најмлађи победник био је грчки пливач Јоанис Малокинис који је са 16 година победио у трци 100 метара слободно за морнаре. Најстарији победник био је Грк Јоргос Орфанидис са 36 година који је победио у пушка слободног избора

## Занимљивости[25]
1. Италију је на Летњим олимпијским играма представљао само један атлетичар, али се успех Карла Аиролдија, бар што се тиче маратона, може сматрати херојским. Аиролди је био врхунски тркач на ултра-дуге стазе који је намеравао учествовати у Олимпијском маратону. 12. марта кренуо је из Милана пешке и 20 дана касније стигао у Дубровник. Након тога је бродом дошао до Патраса у Грчкој и наставио пешице у Атину, где је стигао 12. априла. Преходао је 1.388 км! Тамо му је одбијено учешће упркос апелима грчким властима, јер је био професионалац. Трчао је за новац на пар локалних трка у Италији и тркао се са коњима и бициклистима на «Буфало Бил шоу, и то је био његов професионализам.
1. Према причи коју су објавиле три атинска листа, Саманта Ревити је имала 30 година, живела је сиромашно у Пиреју као мајка 17-месечног детета. Неколико дана пре олимпијског маратона, док је идући кроз Атину тражила посао, сусрела је тркача који јој је дао нешто новца и рекао јој, вероватно у шали, да је најлакши начин за богаћење трчати маратон и победити. Мора да је тада одлучила послушати савет. Успела је доћи до Маратона дан прије трке, где је сусрела окупљене тркаче. Организациони одбор одбио јој је пријаву, јер је била жена. Дан након маратона у 8 сати ујутро, она је кренула на ту трку сама, с потписима присутних о времену старта. Стигла је у Атину 5,5 сати касније, (на место где се данас налази Евангелистичка болница) у 13,30 h. Поново је пронашла сведоке који су потписима сведочили време њеног доласка на циљ. Ревити је намеравала податке представити Грчком олимпијском комитету надајући се да ће признати њен талент и постигнути резултат. Међутим, ни њени документи ни документи Грчког олимпијског комитета нису откривени да би потврдили ову причу.
2. Постоји још једна легенда која каже да се жена звана Мелпомена такмичила на маратону на Олимпијским играма 1896. Ова прича супротна је извештају да су се Такмичили само мушкарци. Олимпијски историчари и новинари недавно су закључили је ипак барем једна, а можда и две жене Гркиње (можда се ради о истој особи) истрчали дужину маратона негдје око Олимпијских игара те године. Прича о Мелпомени Атинске новине објавиле су 14. марта 1896. да се прича о жени која се пријавила за учествовање у маратону. На квалификационој трци коју је истрчала сама у фебруару требало јој је 4,5 сата за удаљеност од 42 km колико износи удаљеност између Маратона и Атину. Однедавно се говори о томе да постоји могућност да би Мелпомена и Ревити могле бити иста жена.